# DAF 33
La DAF 33 est une automobile du constructeur d'origine néerlandaise DAF.

## Variante combi

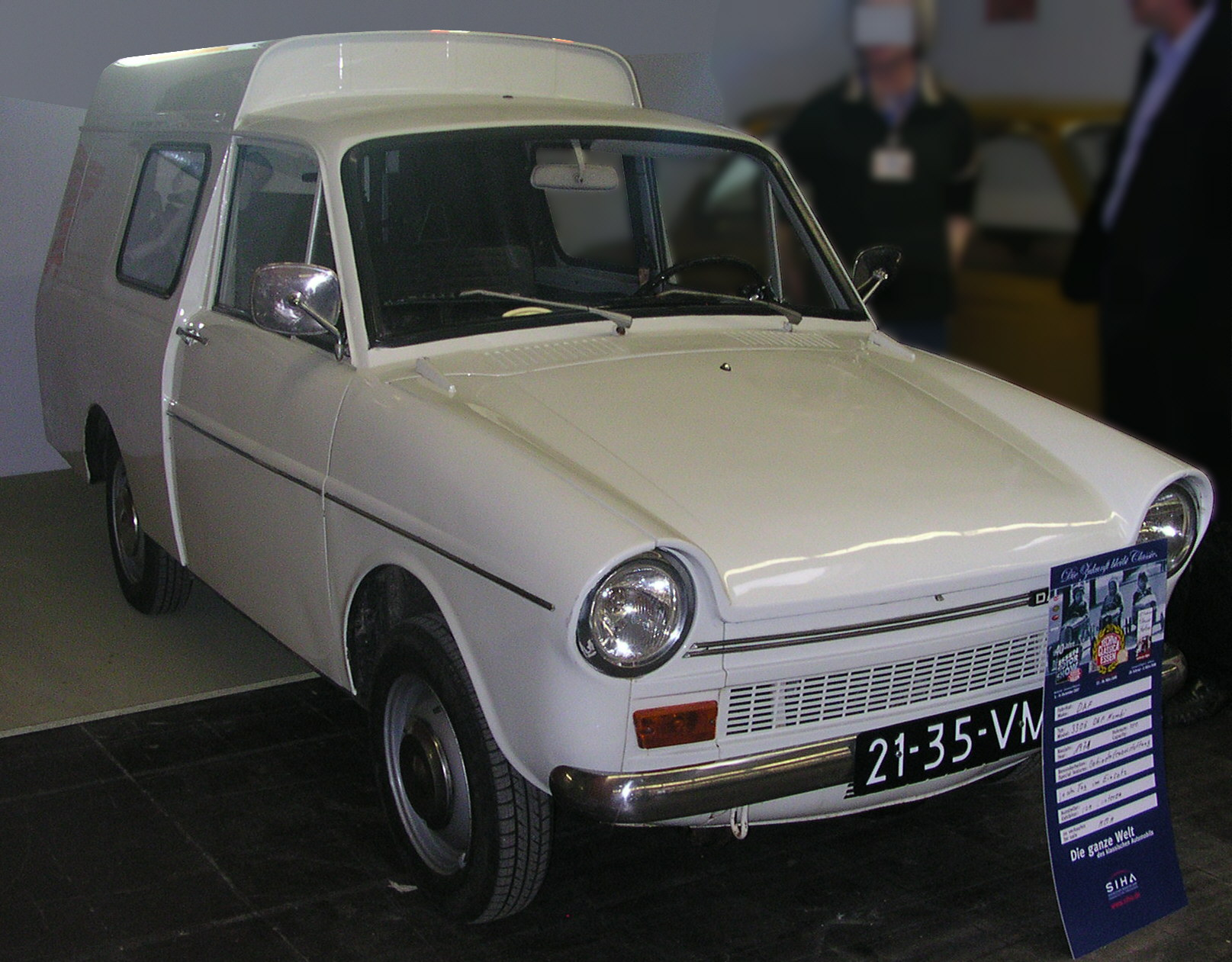
DAF 33 Combi.